# سیارک ۲۳۴۸
سیارک ۲۳۴۸ (به انگلیسی: 2348 Michkovitch، نامگذاری:1939AA) دو هزار و سیصد و چهل و هشتمین سیارک کشف شده‌است که در ۱۰ ژانویه ۱۹۳۹ کشف شد.
قدر مطلق سیارک برابر ۱۲٫۴۰ است.